# Venezia salvata
Venezia salvata o la congiura tradita (Venice Preserv'd, Or A Plot Discover'd) è una tragedia di Thomas Otway portata al debutto a Londra nel 1682. Esordita in un periodo caratterizzato più dalle sue commedie che dai suoi drammi, l'opera è la tragedia più significativa degli anni 1680 in Inghilterra e fu rappresentata regolarmente nei teatri britannici per i cinquant'anni successivi.

## Trama
Jaffeir è un aristocratico veneziano impoverito che ha sposato in segreto Belvidera. Il padre della giovane è l'orgoglioso senatore Priuli che, furioso, ha disconosciuto la figlia. Pierre incoraggia Jaffeir a vendicarsi del suocero colpendo l'intero senato veneziato. Il consiglio di Pierre non nasce dalla semplice amicizia, bensì dal desiderio di vendicarsi di un altro senatore, lo sciocco Antonio, che aveva sedotto Aquilina, l'amante di Pierre. Pierre presenta Jaffeir a un gruppo di cospiratori guidati dal violento Renault, la cui fiducia Jaffeir paga a caro prezzo affidando Belvidera alle sue cure. Renault tenta di violentare la donna, che fugge dal marito. Jaffeir allora confida alla moglie del piano per distruggere il senato, ma la donna suggerisce un'alternativa: Jaffeir confesserà tutto al senato, così da conquistare il privilegio di far perdonare alcuni cospiratori (come Pierre) e di veder giustiziare gli altri (specialmente Renault).
Jaffeir accetta di seguire il piano della moglie, ma il senato decide di giustiziare tutti i cospiratori. Pentito di aver consegnato l'amico alla giustizia, Jaffeir minaccia la moglie di morte nel caso lei non riuscirà a ottenere la grazie per i cospiratori. Belvidera riesce a ottenere il perdono per Pierre, ma giunge troppo tardi: l'uomo è già stato condannato a morte. Jaffeir visita Pierre in prigione, dove l'amico gli confessa il proprio orrore all'idea di morire sulla forca e non sul campo di battaglia come si addice a un soldato. Pierre sussurra qualcosa all'orecchio di Jaffeir e il segreto viene svelato poco dopo: quando Pierre sale al patibolo, Jaffeir salta su con lui e lo pugnala, soddisfando quindi la richiesta dell'amico e concedendogli una morte più dignitosa. Sopraffatto dai sensi di colpa, Jaffeir si suicidia e Belvidera impazzisce e muore.

## Analisi
Il successo della tragedia è legato alla sua rilevanza politica, dato che Otway infarcì il testo di riferimenti più o meno velati alla situazione sociale dell'Inghilterra della Restaurazione. Il personaggio del senatore Antonio, ad esempio, è un alter ego di Anthony Ashley-Cooper, I conte di Shaftesbury, mentre la congiura in questione trae spunto sia dalla congiura delle polveri che dalla "cospirazione spagnola" ordita ai danni di Venezia nel 1618. Il critico David Bywaters ha letto nel personaggio di Jaffeir dei riferimenti a Titus Oates, sia per il cattolicesimo del personaggio che per la sua partecipazione a una congiura (si pensi al presunto complotto papista degli anni dal 1678 al 1781). Inoltre, la città di Venezia è stata spesso usata nel teatro inglese per evocare Londra, città fluviale e mercantile. Particolarmenti evidenti sono i parallelismi con la Crisi dell'Esclusione (1679-1681), un evento di grande attualità per il pubblico della prima e che riecheggia in altri drammi dell'epoca, tra cui l'Absalom and Achitophel di John Dryden.
Da un punto di vista drammaturgico, Venezia salvata fa trait d'union tra le tragedie politiche di vecchio stampo e il nascente genere della she-tragedy, le tragedie a tematica femminile incentrate sulle sofferenze di una giovane donna, spesso virtuosa, spinta dalle circostanze in situazione di grande ambiguità etica, morale e sessuale. Il personaggio di Belvidera, per esempio, gode di pochissima libertà all'interno del mondo della tragedia, ma i tentativi di stupro e i dilemmi morali hanno reso il personaggio una beneamina del pubblico, anche grazie all'interpretazione di Sarah Siddons in occasione della prima.

## Edizioni italiane
- Venezia salvata, trad. M. R. Cimnaghi, Viviani, 1993. ISBN 9788879930086